# Fougères
Fougères är en stad och kommun i departementet Ille-et-Vilaine i regionen Bretagne i nordvästra Frankrike. Kommunen är belägen i floddalen runt floden Nançon. År 2022 hade Fougères 20 602 invånare. Kommune är sous-préfecture för departementet Ille-et-Vilaine.
Stadens historia går tillbaka till medeltiden, och slottet i Fougères omnämns i bevarade skrifter från 900-talet.

## Befolkningsutveckling
Antalet invånare i kommunen Fougères
Referens:INSEE

## Galleri

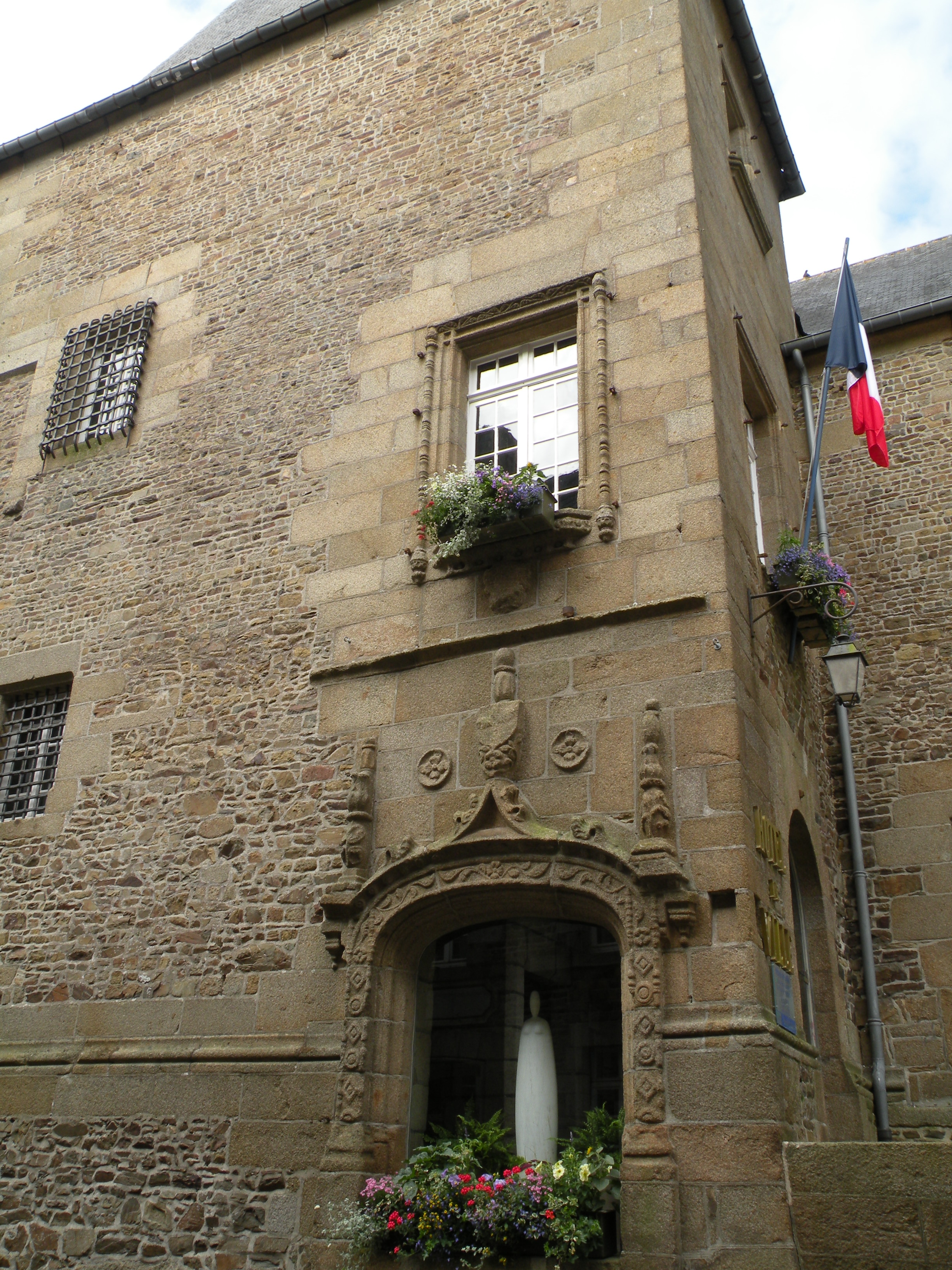
Kommunhuset
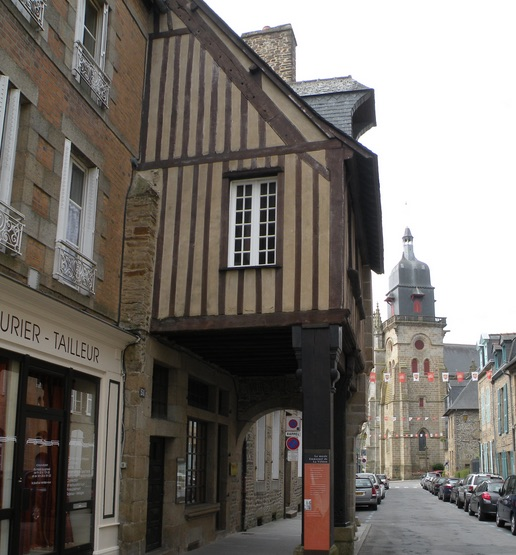
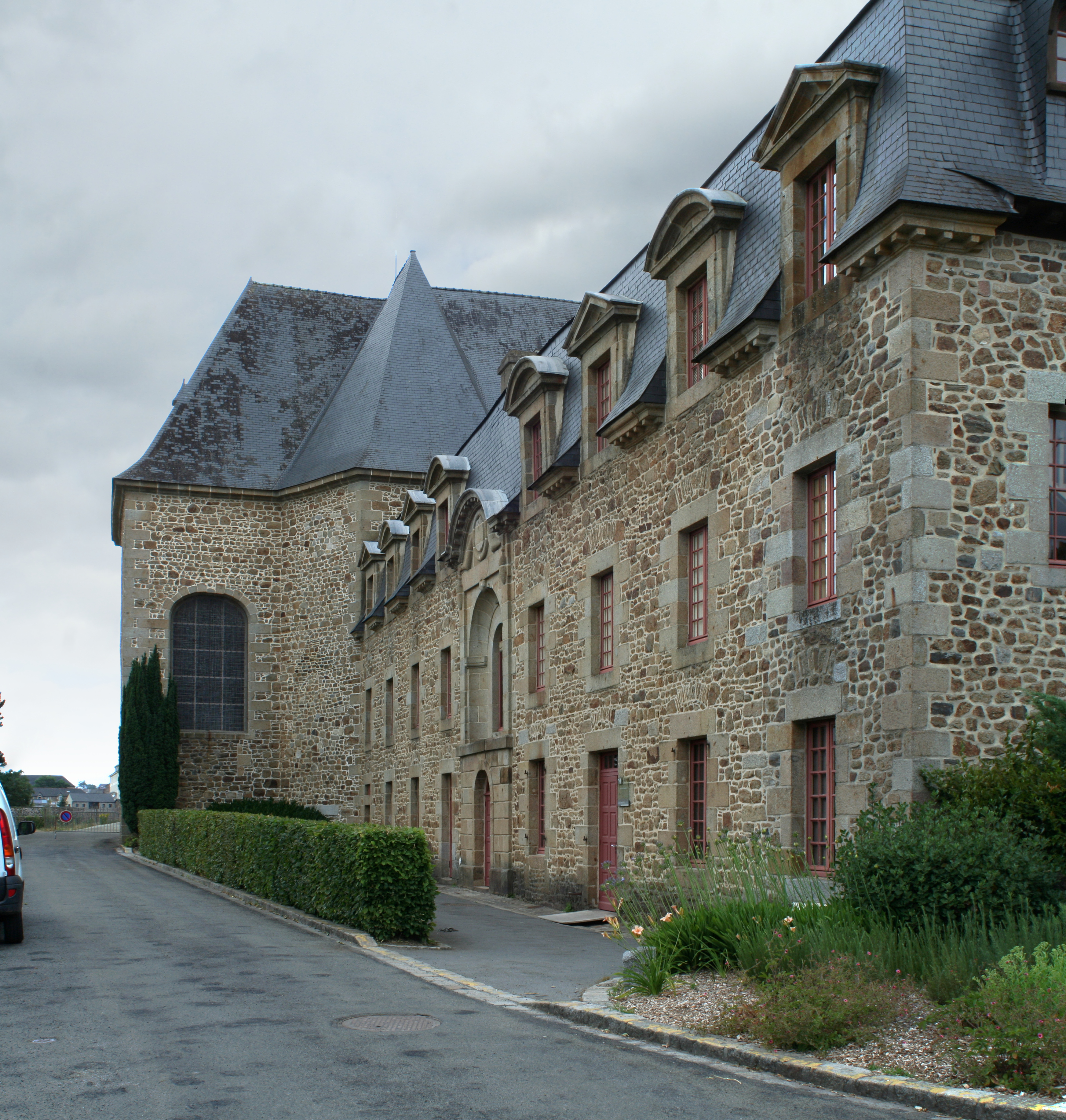
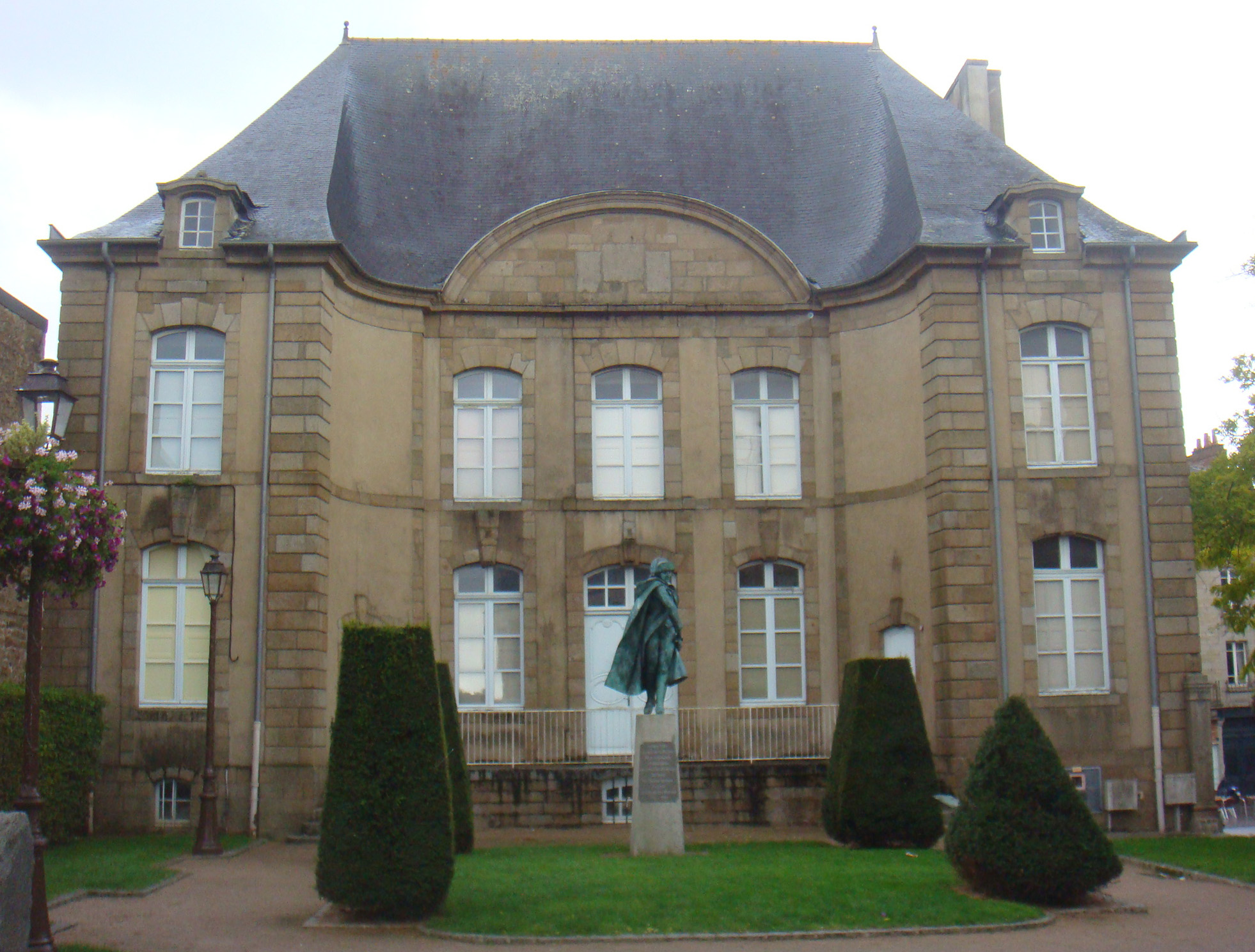
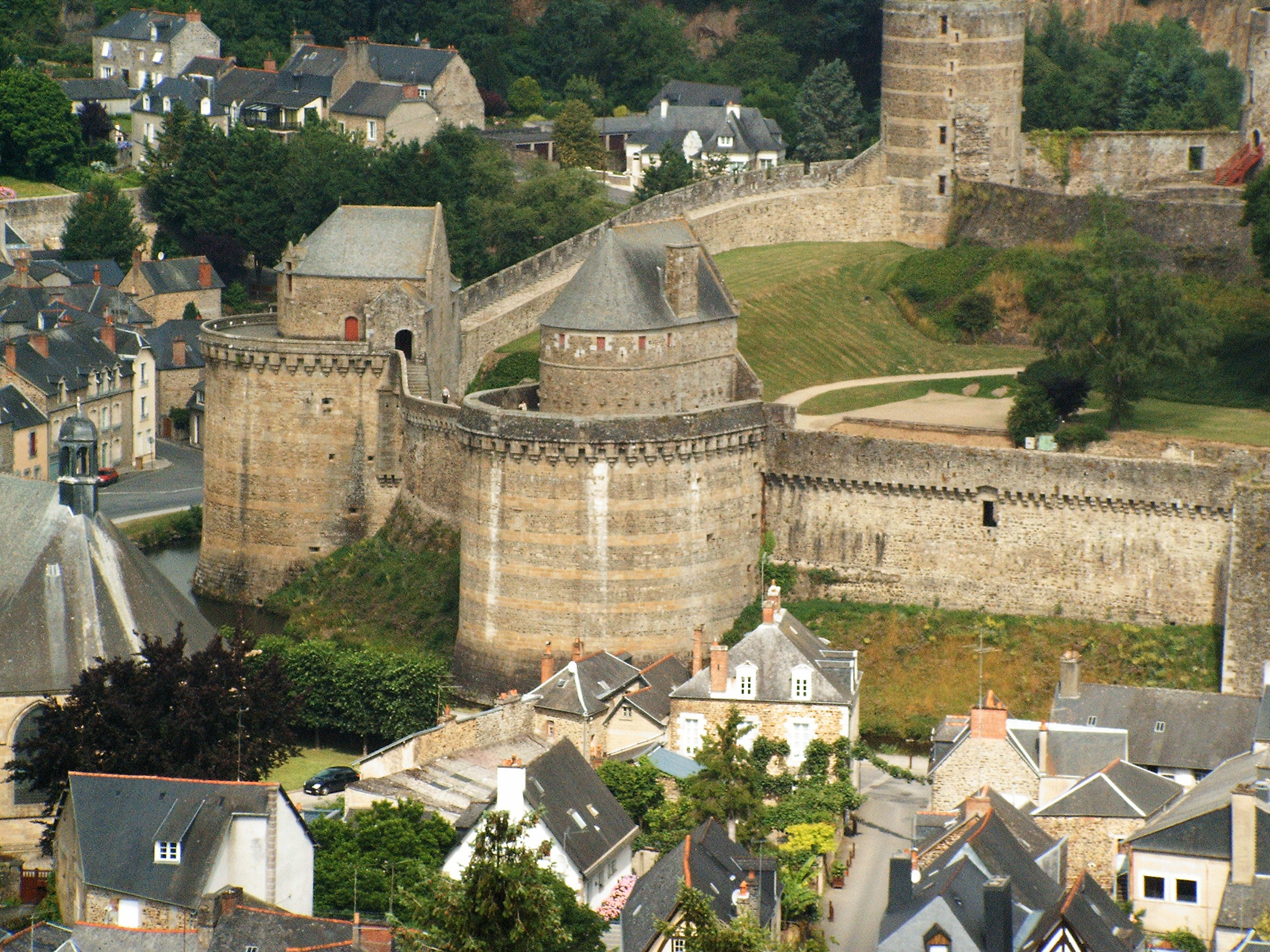
Vy från slottet
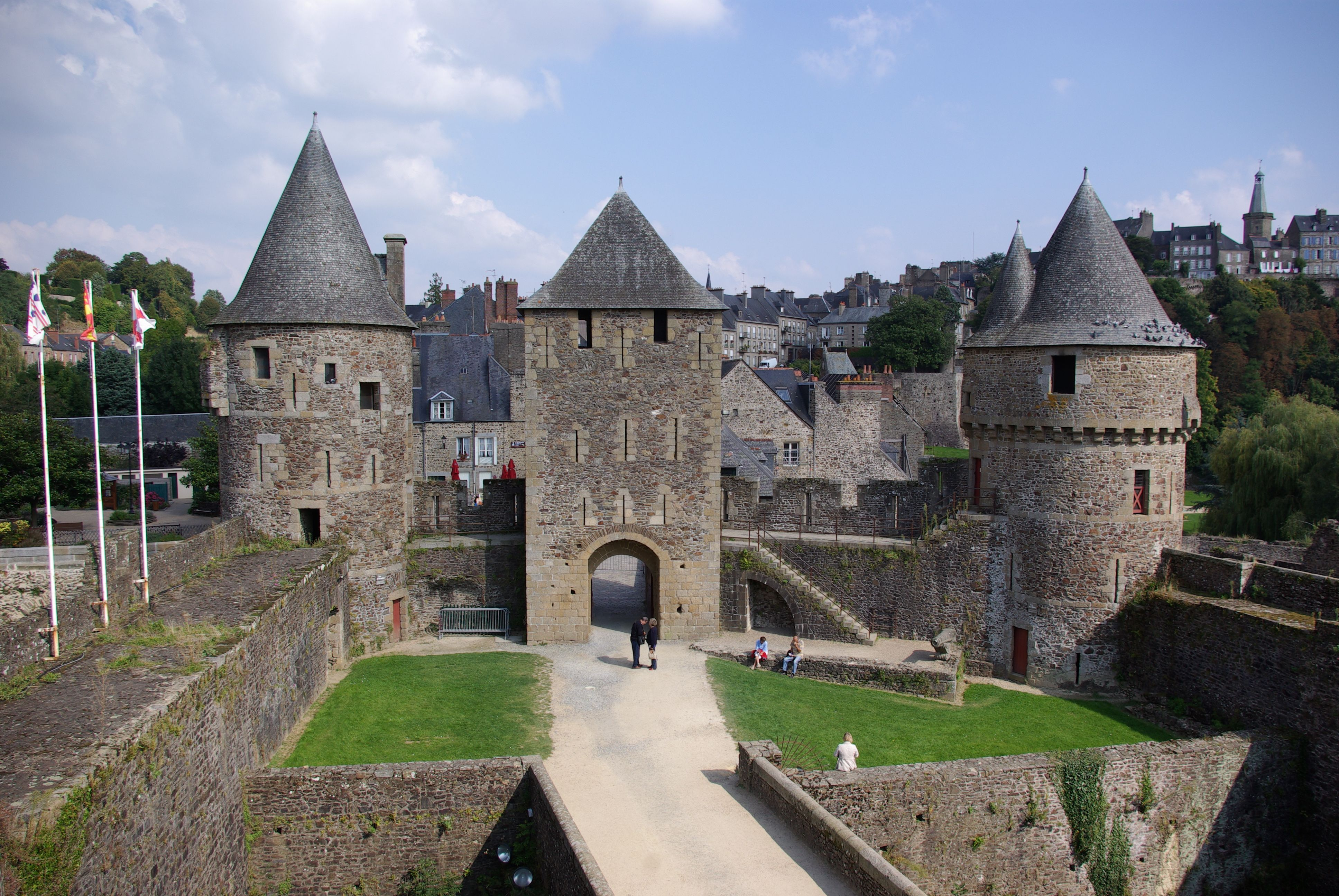
Slottet
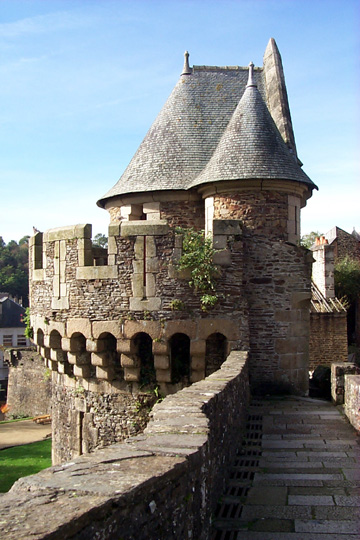
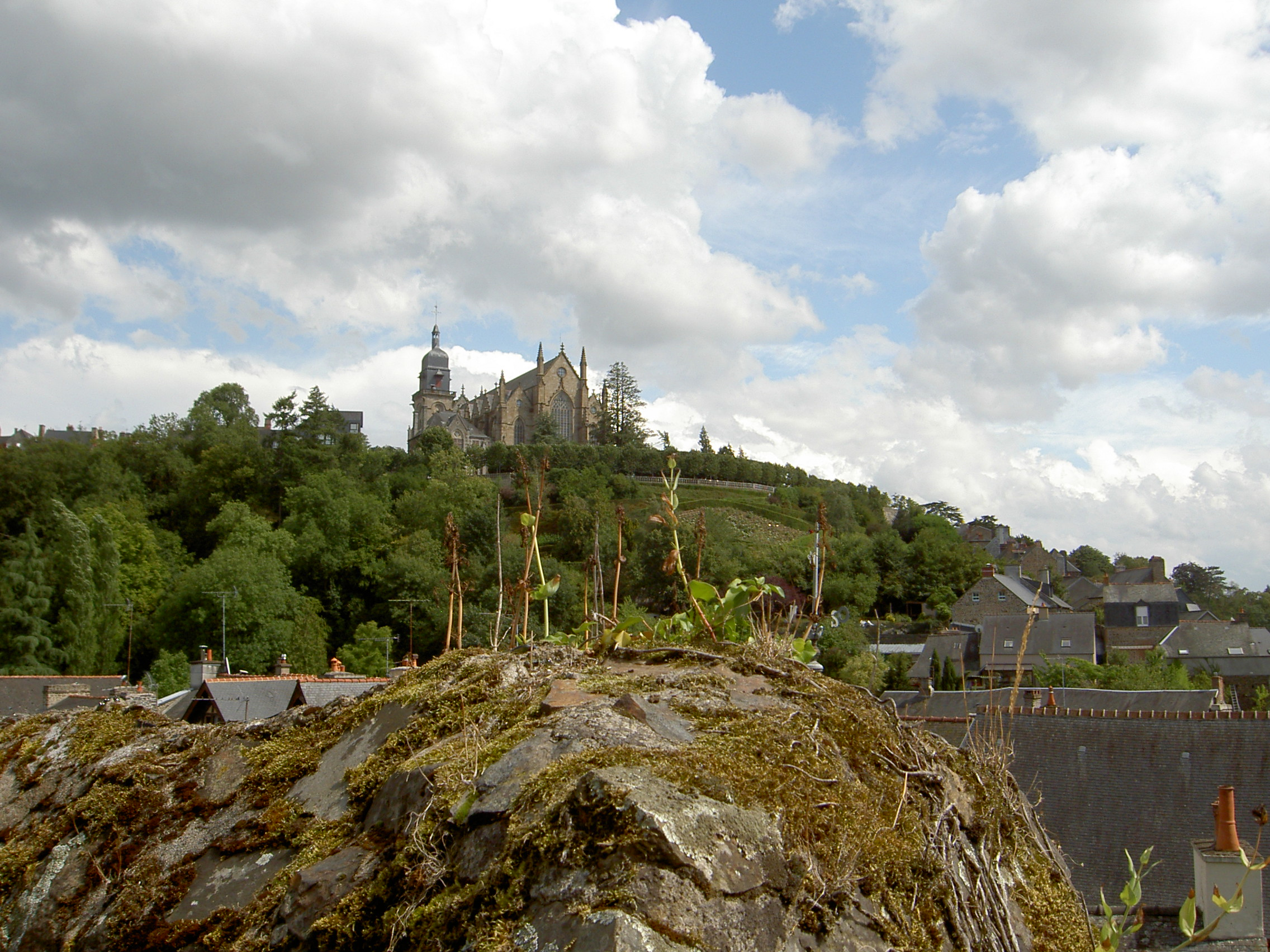
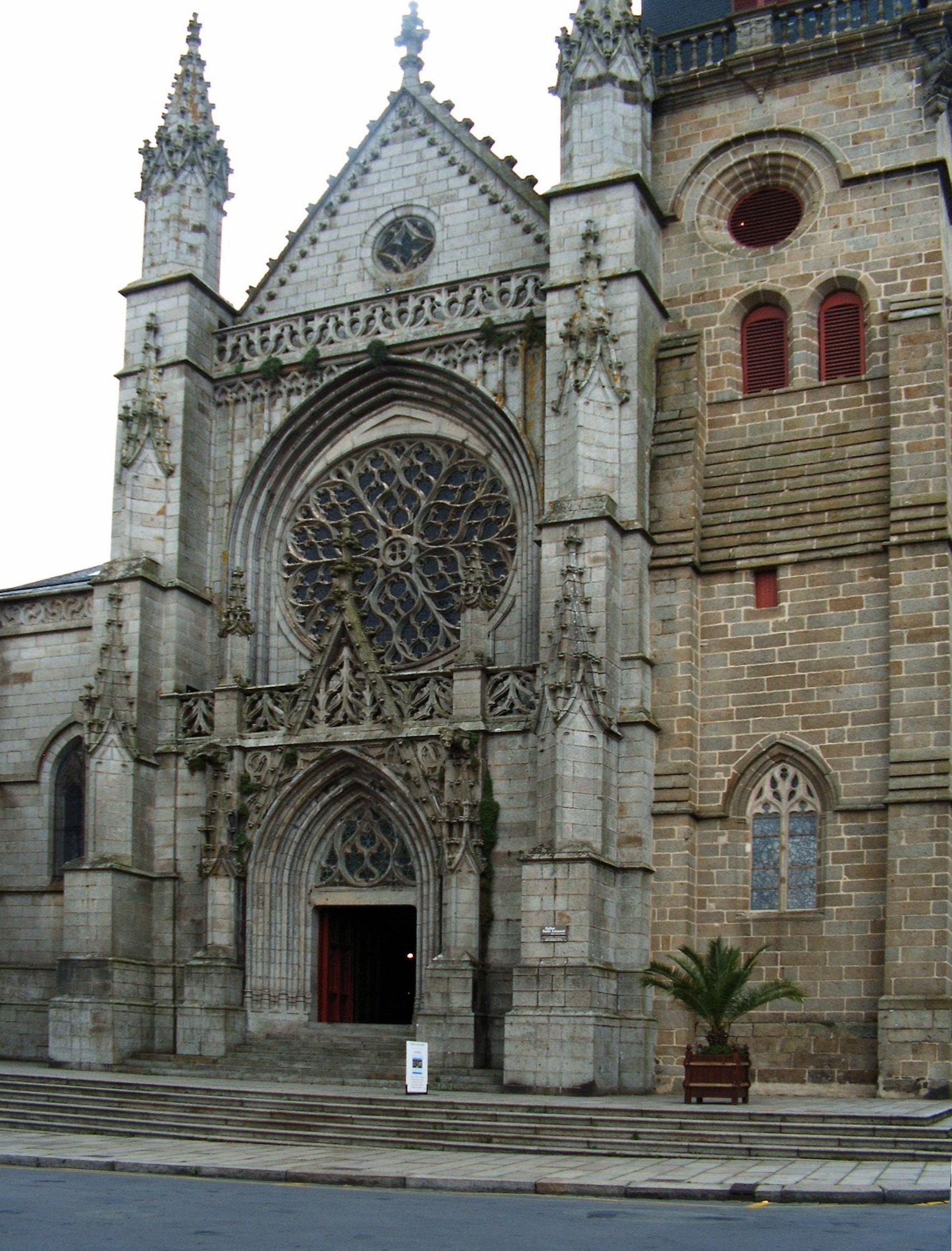